# Réal Collobrier
Réal Collobrier – niewielka rzeka w południowej Francji o długości 19,5 km, przepływająca w całości przez departament Var (gminy Collobrières i Pierrefeu-du-Var). 
Rzeka bierze swój początek na obszarze pasma Massif des Maures, na wschód od miejscowości Collobrières. W samej miejscowości jest uregulowana. Na całej długości płynie w kierunku zachodnim i uchodzi do rzeki Réal Martin na północno-wschodnim skraju miasta Pierrefeu-du-Var.